# Julia Hoffmann Tedesco
Julia Hoffmann Tedesco (Würzburg, 30 ottobre 1843 – Napoli, dopo il 1918) è stata una pittrice tedesca vissuta in Italia.

## Biografia
Julia Hoffmann è originaria di Würzburg in Baviera, dove suo padre, Franz Hoffmann, filosofo, è professore all'Università. Intraprende gli studi artistici dapprima a Monaco di Baviera, sotto la guida di Erich Correns, poi in Francia. Nel 1870, alla fine della guerra franco-prussiana, nella quale perde l'unico fratello, giunge in Italia, a Firenze.
Nel 1871 conosce il pittore Michele Tedesco nell'ambiente artistico e cosmopolita che, a Firenze, frequenta il salotto letterario della scrittrice tedesca Ludmilla Assing. Il matrimonio fra i due artisti avviene nel 1873. Questa unione non interrompe l'attività della pittrice, che esercita un netto influsso anche sull'opera del marito.  La coppia si trasferisce prima a Roma, poi a Napoli ed infine a Portici, dove i due artisti risiedono per molti anni.
Julia Hoffmann Tedesco prende parte a numerose mostre nazionali ed internazionali, fra cui quelle di Napoli (1877), Torino (1880 e 1884), Milano (1881), Roma (1883), Londra (1888), Parigi (1889), Firenze (1896-97), Monaco di Baviera (1897), San Pietroburgo (1898). Fra i suoi dipinti più famosi: Saffo, Le Parche, La bettola, acquistato dalla Provincia di Napoli nel 1884, La Musica, entrato nella collezione del Banco di Napoli nel 1911, Medea, Le Sirene, premiato con la Medaglia d'argento all'Esposizione di Belle Arti. Festa dell'Arte e dei Fiori nel 1896-97 a Firenze. Il suo autoritratto è nelle collezioni della Galleria degli Uffizi.
Dal 18 febbraio al 13 maggio 2012 si è tenuta a Potenza la mostra "Michele Tedesco. Un pittore lucano nell’Italia Unita" nella quale vengono esposti due quadri di Julia Hoffmann Tedesco.
Nel 2013 si è svolta a Würzburg in Germania la conferenza “Michele Tedesco e Julia Hoffmann. Una coppia di artisti europei (1873-1917)”, organizzata dal Centro Annali “Nino Calice” in collaborazione con la Società Dante Alighieri di Würzburg. 